# Warashi
Warashi Inc. (株式会社 童?) fue una pequeña empresa japonesa que desarrolla videojuegos para arcades, consolas y plataformas móviles, se especializa en juegos del tipo Mahjong y Matamarcianos. Es conocido por el juego Shienryu, al igual que por Triggerheart Exelica, lanzado para la consola Dreamcast.

## Juegos

### Videojuegos de disparos
- Shienryu—(1995/1997), (ST-V/Saturn)
- Sengeki Striker—(1997), (Kaneko Super Nova)
- Shienryu Explosion—(2003), (PS2)
- Triggerheart Exelica—(2006), (NAOMI/Dreamcast/Xbox 360)

### Mahjong
- Gal Jan—(1996), (Saturn)